# Vyklestilka
Vyklestilka (898,8 m n. m.) je vrchol nacházející se na jihu Šumavy v Lučské hornatině, 2,5 km jihozápadně od Vyššího Brodu, nad údolím Menší Vltavice.

## Název
Současný název Vyklestilka vznikl z německého názvu Wicklefskirche, který pochází z toho, že zdejší skály údajně sloužily jako útočiště tajných vyznavačů Husova a Wicklefova učení.

## Vrchol
Na vrcholu je skalní útvar s vyhlídkou, přístup je po ocelových stupíncích a s pomocí ocelových kruhů ve skále.

## Nadmořská výška
Ve většině map je uváděná nadmořská výška 887 m. Tato výška vychází z nadmořské výšky trigonometrického bodu č. 13 Vyklestilka, v jehož dokumentaci je uvedeno, že bod není na nejvyšším místě hřbetu. V Základní topografické mapě ČR v měřítku 1:5000 je v místě vrcholové skály zaznamenán kótovaný bod s nadmořskou výškou 898,8 m.